# Gölen (Södra Vi socken, Småland)
Gölen är en sjö i Vimmerby kommun i Småland och ingår i Motala ströms huvudavrinningsområde.